# پریمو جیانوتی
پریمو جیانوتی (به انگلیسی: Primo Gianotti) مربی ورزش، بازیکن و سرمربی فوتبال اهل اروگوئه بود.

## زندگی ورزشی
جیانوتی رهبری تیم ملی اروگوئه را در ماه مه ۱۹۲۸ به عهده گرفت و جانشین لوئیس گریسیو شد. او آماده‌سازی تیم و انتخاب بازیکنان برای بازیهای المپیک ۱۹۲۸ آمستردام را به همراه دستیارش ارنستو فاگولی انجام داد. در ۳۰ می، جیانوتی و تیمش بازی افتتاحیه این مسابقات را در ورزشگاه المپیک شهر آمستردام مقابل تیم ملی فوتبال هلند (میزبان رقابت‌ها) با نتیجه ۲ به ۰ پیروز شدند و در ادامه به فینال رسیدند و در دیدار نهایی تیم ملی فوتبال آرژانتین را شکست دادند و مدال طلای المپیک را دریافت کردند؛ در طول مسابقات، جیانوتی تیم خود را با سیستم ۲-۳-۵ صف آرایی می‌کرد (مانند سایر تیم‌های ملی آن دوران). او در هر مسابقه مسابقه با ترکیب جدیدی وارد میدان می‌شد. یک میدان در شهر ملو، به افتخار وی پلازا دپورتس پریمو جیانوتی نامگذاری شده‌است.
او باشگاه آتلتیکو آگوادا را در دو رشته فوتبال و بسکتبال تأسیس کرد و همچنین در تأسیس تیم فوتبال باشگاه المپیا مونته‌ویدئو نقش داشت.